# Будда рухнул от стыда
«Будда рухнул от стыда» (перс. بودا از شرم فرو ریخت‎) — иранский фильм, вышедший на экраны в 2007 году. Его режиссёром является Хана Махмальбаф, а сценаристом её мать, Марзих Мешкини. Основная часть съёмок была проведена в Афганистане, послесъёмочные процессы проходили в Таджикистане и Германии. Большая часть исполнителей ролей фильма являются местными жителями, а не профессиональными актёрами.

## Описание сюжета

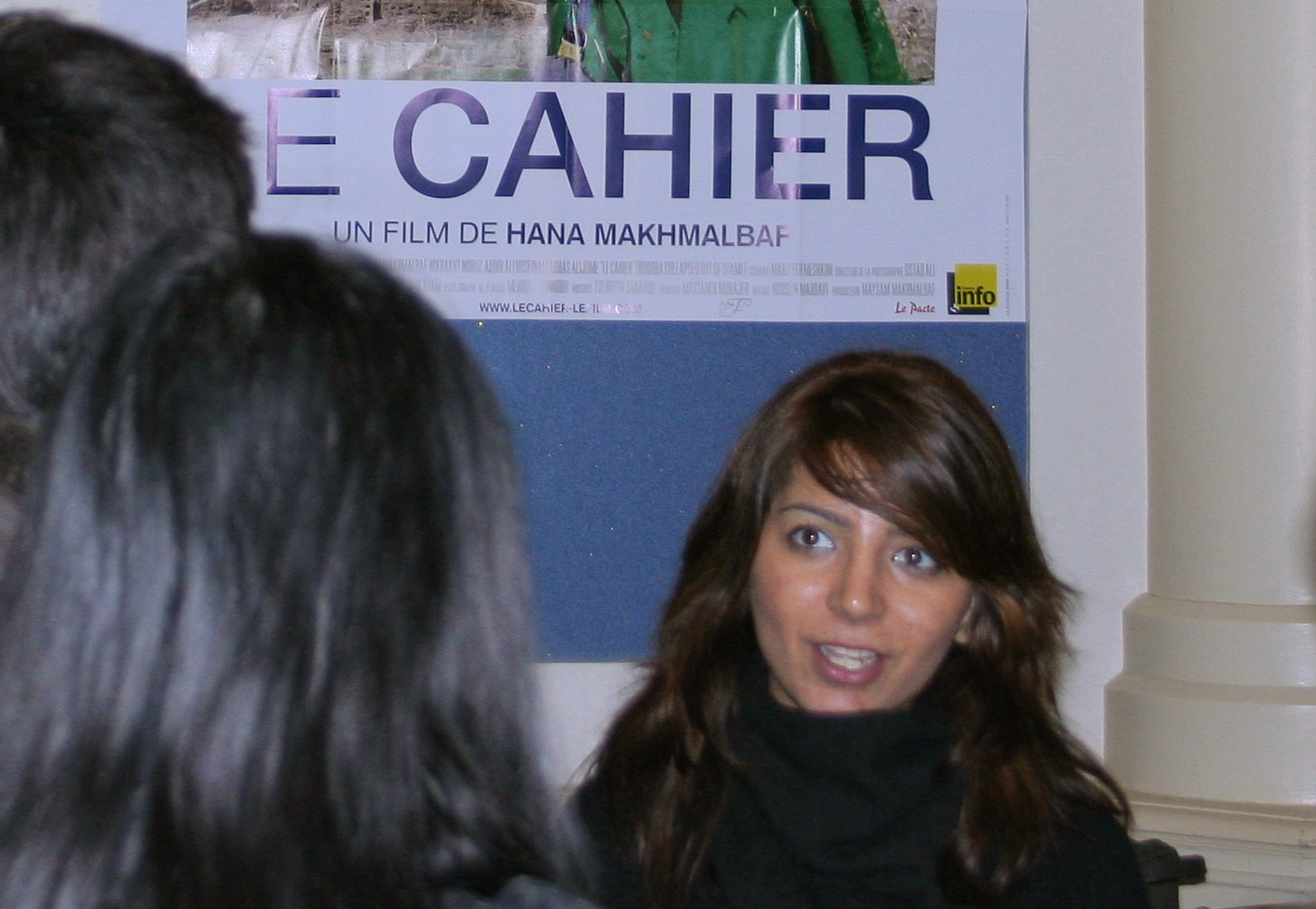
Хана Махмальбаф на фоне французского постера фильма. Везуль, 2009 год

Фильм показывает один день из жизни жителей Бамиана, города в Афганистане, где в 2001 году были взорваны древние статуи Будды. Местные дети, не видевшие ничего кроме режима талибов и последующей войны, в своих играх воссоздают все происходящие вокруг события.
Девочка по имени Бактай не хочет играть в войну, она хочет учиться. Но на пути к своей мечте ей приходится столкнуться со множеством препятствий.

## Название
Название фильму дано по цитате из статьи отца режиссёра, Мохсена Махмальбафа. Во французском прокате фильм вышел под названием «Le Cahier» (рус. «Тетрадь»). Эта школьная принадлежность является одним из знаковых символов фильма. Добытая Бактай с помощью незаурядной находчивости, и воспринимаемая ей как первый шаг на пути к осуществлению мечты, тетрадь в конечном итоге оказалась разорвана в жестокой игре местных мальчишек.

## Затрагиваемые темы
Через историю шестилетней девочки, Хана Махмальбаф показывает такие темы, как права детей и женщин в исламском обществе. В силу возраста Бактай ещё не осознаёт смысл и причины запретов и установленных норм поведения. Но зато более старшие мальчики-«талибы», уже успевшие перенять все особенности местного общества знают, что имеют право требовать от неё беспрекословного повиновения, а если что, то и объявить грешницей и забить камнями, пока правда лишь в форме игры. Как говорит Хана Макмальбаф, реалии, показанные в фильме применимы и к Ирану, но из соображений собственной безопасности она не может показывать в своих работах родную страну.
С темой прав человека неразрывно связана и антивоенная тема. Дети олицетворяют будущее: с одной стороны — Бактай, идущая в школу, с другой — компания местных мальчишек, играющих в войну. Мальчишки принуждают Бактай принять участие в игре, она сопротивляется до последнего, но в конечном итоге повинуется и падает под пулями, пока, правда, воображаемыми. Сама Хана Махмальбаф говорит, что хочет показать взрослым, как их поведение влияет на детей, ведь если они с детства привыкнут к насилию и войне, то будущее мира в большой опасности.

## Награды и номинации
| Год  | Кинофестиваль                       | Категория              | Результат |
| ---- | ----------------------------------- | ---------------------- | --------- |
| 2007 | Международный кинофестиваль в Генте | Главный приз           | Номинация |
| 2007 | Кинофестиваль в Сан-Себастьяне      | Специальный приз жюри  | Победа    |
| 2007 | Кинофестиваль в Сан-Себастьяне      | Премия «Другой взгляд» | Победа    |
| 2008 | Asian Film Awards                   | «Лучший фильм»         | Номинация |
| 2008 | Берлинский кинофестиваль            | Хрустальный медведь    | Победа    |
| 2008 | Берлинский кинофестиваль            | Специальный приз мира  | Победа    |
| 2008 | Киевский кинофестиваль «Молодость»  | Главный приз           | Победа    |

## В России
В России фильм был показан на телеканалах Культура и Эксперт-ТВ.